# Chrobák révový
Chrobák révový (Lethrus apterus) je druh nelétavého brouka z rodu Lethrus, který je zařazen do čeledě chrobákovitých.

## Rozšíření

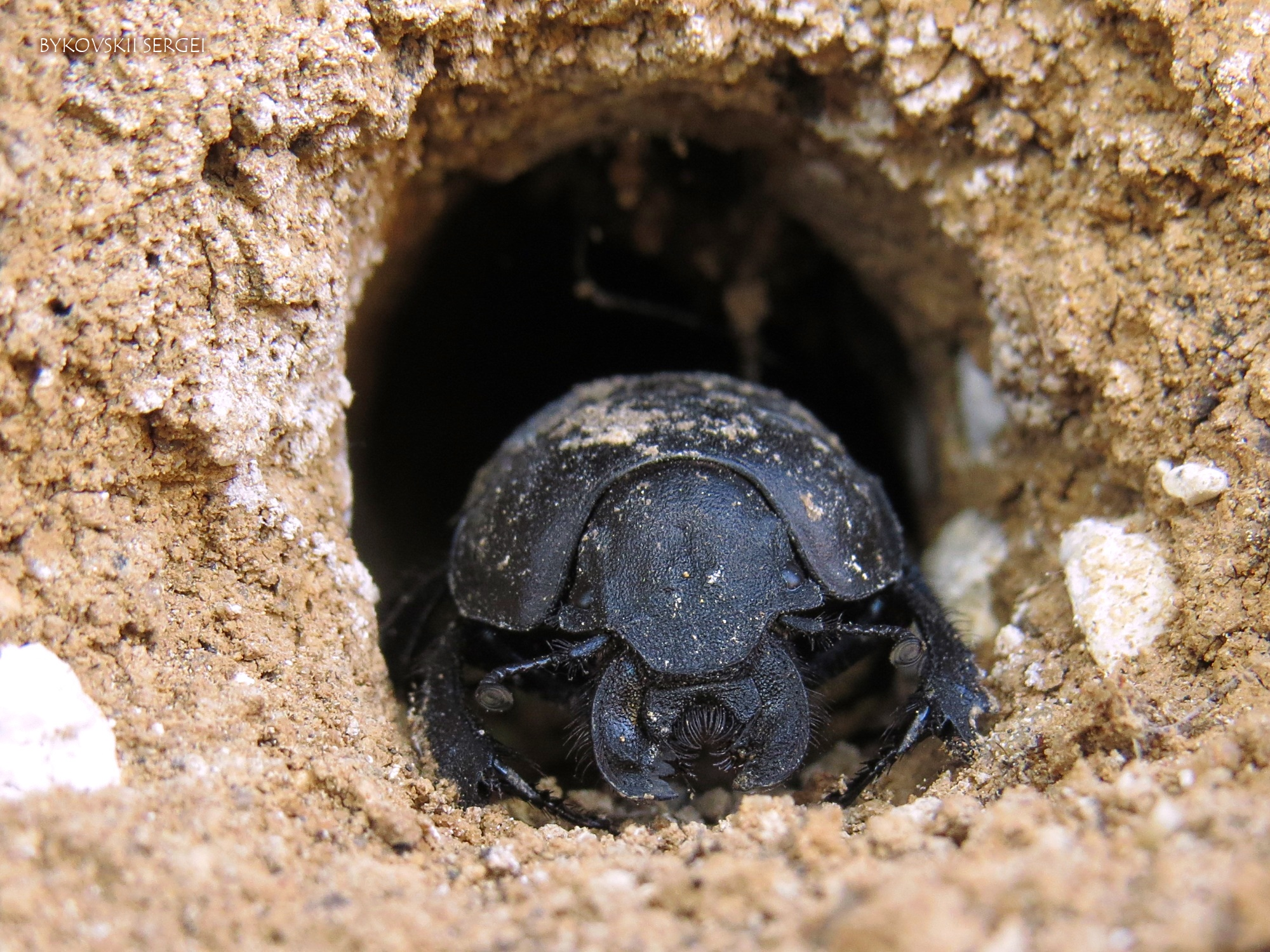
Samec uzavřel vchod do nory, aby zabránil vstupu cizích jedinců, zatímco samice v noře připravuje potravu pro budoucí larvy. Půda, ve které je nora vyhloubena, je tak pevná, že je obtížné rýpat ji nožem

Druh je rozšířen v areálu od Rakouska a Maďarska jihovýchodním směrem na Balkán a dále na jižní Ukrajinu a do jižního evropského Ruska. Do České republiky kdysi sahala severozápadní hranice jeho rozšíření, v současnosti zde již nežije. Nejbližší známé místo, kde se chrobák révový vyskytuje, je na jihozápadním Slovensku poblíž Nového Mesta nad Váhom. Tito brouci ztratili schopnost létat a nemohou se snadno šířit do větších vzdáleností. Žijí v koloniích na osluněných stráních na místech s řídce zapojeným rostlinným pokryvem. Nejvíce jim vyhovují suchá místa stepního charakteru.

## Popis
Chrobák révový je 15 až 25 mm velký brouk oválného a robustního těla, zbarvený je tmavě až černě a je mírně lesklý. Mimořádně mohutná hlava se silnými kusadly je vpředu širší než vzadu. Srostlé krovky trojúhelníkovitého tvaru jsou stejně dlouhé jako štít. Samec má kusadla rozvětvená a na mandibulách má dlouhé výrůstky.

## Životní cyklus
Počátkem jara vylézají z půdy vylíhnutá imaga a budují si okolo 10 cm dlouhé nory. Se začátkem doby páření samci vyhledávají nory samic a stěhují se k nim. Někdy se samec snaží dostat k samici, u které již samec je, a tehdy dochází mezi samci k souboji. Ten uvnitř zatarasí vchod hlavou a štítem, přetlačují se a bojují i kusadly.
Po spáření, které probíhá v noře, začnou společně budovat štolu vedoucí nejprve 20 až 30 cm šikmo a pak 50 až 60 cm kolmo dolů. Od svislé části odbočuje 6 až 11 krátkých chodbiček zakončených komůrkami. Samice kusadly ukrajuje mladé listy a květy rostlin (např. vinné révy, odtud druhové jméno „révový“) a nosí je do nory, kde je pěchuje do komůrek. Samec hlídá ústí nory před zabráním jiným párem. Po naplnění komůrek uloží samice do každé 6 mm velké vajíčko a uzavře komůrku zeminou.
Za dva týdny se vylíhnou larvy, které se živí připravenými a nakvašenými rostlinami. V průběhu měsíce projdou třemi instary a zakuklí se. Trvá asi čtvrt roku, než se larvy v kuklách promění v dospělce, kteří se s příchodem jara z kukel vyhrabou na povrch.

## Ohrožení
Počátkem 20. století žil chrobák révový i v ČR, v současnosti je považován za ohrožený druh, jeho výskyt je zaznamenán na území Ukrajiny s přesahem do Ruska a na maďarsko-slovenské hranici. Postupně byl vyhuben zarůstáním vhodných terénů náletovými dřevinami nebo jejich přeměnou na intenzivně obdělávanou ornou půdou. K jeho vymizení z české přírody přispělo plošné používání insekticidů a hnojiv.